# Acronicta extricata
Acronicta extricata là một loài bướm đêm thuộc họ Noctuidae. Nó được tìm thấy ở Bắc Mỹ, bao gồm Texas.